# 锇的碘化物
锇的碘化物是任何锇和碘形成的二元化合物，化学式 OsIn。文献中提到了多种锇的碘化物，除四碘化物外的所有碘化物都已通过X射线晶体学进行了验证。

## 一碘化锇
一碘化锇是金属灰色的固体，化学式 OsI。它可以由四氧化锇和氢碘酸在二氧化碳气氛的水浴中加热48小时而成。它是无定形体。

## 二碘化锇
二碘化锇是化学式 OsI2的黑色固体，可以由四氧化锇和氢碘酸在250 °C的氮气气氛下反应而成：
OsO4 + 8HI → OsI2 + 4H2O＋3I₂
二碘化锇遇水水解。

## 三碘化锇
三碘化锇是化学式 OsI3的黑色固体，由六碘合锇酸（H2OsI6）热分解而成。三碘化锇不溶于水。

## 四碘化锇
有人声称四碘化锇可以由锇酸（H4OsO6）和氢碘酸反应而成，但之后的实验未能重现这一结果。反应产生的产物其实是六碘合锇酸水合氢离子（(H3O+)2OsI62–）。对其加热并不会产生四碘化锇，而是形成各种低碘化物。